# 北斗號列車
「北斗」（日语：／ hokuto */?）是北海道旅客鐵道（JR北海道）運行的行駛在函館站和札幌站之間，經由函館本線、室蘭本線、千歳線的特急列車。也是連接道央和道南兩地的大動脈。北斗號列車於1965年11月1日首次開始運行，列車名稱取自於北斗七星。

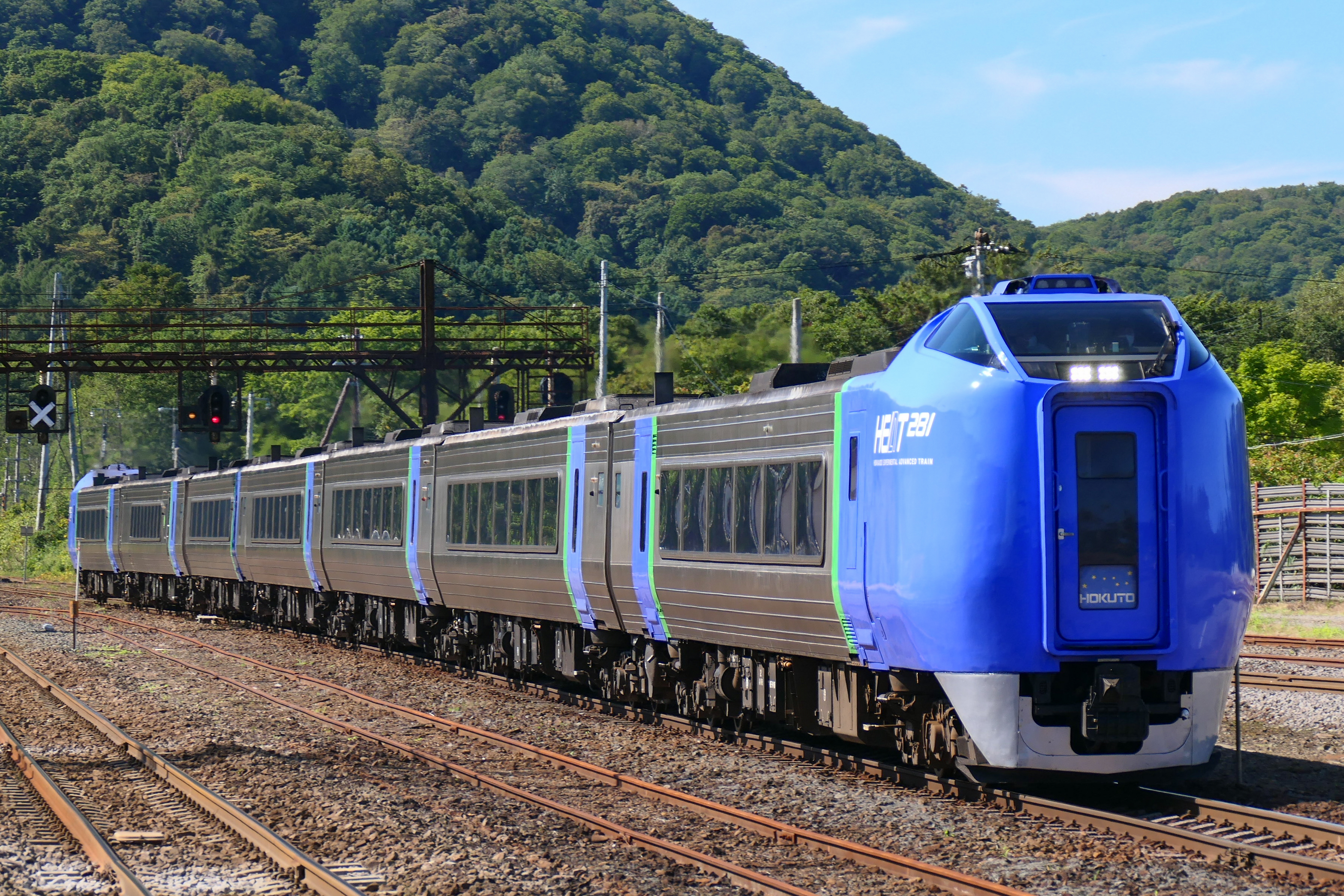
由JR Kiha 281系編組的北斗號 (2022年9月)

## 概要
1965年11月1日，在函館站－旭川站之间，開始行駛经由函館本線、室蘭本線和千歳線（经东室兰站、苫小牧站）的“北斗号”特急列车开始。自1971年7月1日起，有1对班次運行區間缩短为函馆站－札幌站，接著自1972年3月15日起，所有班次運行區間皆改为函馆站－札幌站之间。後來整合了函館札幌間的“鈴蘭號”急行列車，以及作為經山線（经由俱知安站、小樽站，即全程經由函館本線）的“北海号”特急列车停駛後的替代方案，北斗号自1986年11月1日起每日最多往返8对班次。
当津輕海峽線于1988年3月13日建成通车后，“鄂霍茨克號”停开，从函馆站到发的日间特急列车统一为“北斗号”；1994年3月1日，通过引入摆式列车——281系柴聯車，每日往返班次增至11对，并开始以130km/h的最高速度投入商业运营。自那时起，使用传统183系柴聯車担当的列车及临时列车仍被称为“北斗号”、而使用281系和261系柴聯車担当的列车则以“超级北斗号”之名运营。由于183系已于2018年3月17日退出固定运用，因此所有定期班次均改为“超级北斗号”运营。2020年3月起，鑑於舊式列車已全面退役，加上2013年11月列車減速後使用前綴「超級」已經失去區別行駛速度的意義，爲了簡化列車名字，所有班次均刪除「超級」二字，統稱爲「北斗」號。

### 命名来源
“北斗号”的名称源于北斗七星。由于北斗七星是指向北极星的星群，其形象与“北都与札幌之间运行的列车”相吻合，因此成为了搭乘青函連絡船的旅客对开往北方的特急列车的爱称。然而，其最初的运行区间是函馆站－札幌站－旭川站，对于纯粹由函馆站往返于札幌站之间的特急列车，最初的别名则是“春榆号（エルム）”。
此外，“北斗号”的称谓原本是指1950年11月8日至1965年10月1日，在上野站－青森站之间经由常磐線、東北本線运行的夜间急行列车。这是根据当时“夜间列车称谓以天体命名”为基础，对列车爱称进行的标准命名。
作为北海道内特急列车的爱称，“北斗号”是继“大空號”、“大鳥號”之后，历史第三悠久和现存第二悠久的列车。

## 运营概况
截至2024年8月31日時點，北斗号每日共對開11個固定班次。车次采用数字编号+D，全程运行时间一般在3小时45分至4小时不等。車程最快為2號，全程只需3小時33分。
除北斗1・22号以外的所有班次，都可在新函館北斗站接驳北海道新干线。
在函馆本线的七飯站－大沼站－森站区间，所有定期列车均经由本线（新函馆北斗站、駒岳站）运行，原则上不会经由藤城支线和砂原支线（渡島砂原站）运行。过去，下行列车会经由藤城支线运行，但在2016年3月26日的运行图调整后，所有列车都将停靠新函馆北斗站，故而变更了如今的行车线路。然而，除了临时列车上行会经由砂原支线运行外，图定列车在线路发生运输障碍的情况下也会经由砂原支线迂回运行。

### 停站
●：停站
－：通過
上行：函館方向；下行：札幌方向
2024年8月31日時的資料
| 方向     | 号数         | 函館站 | 五稜郭站 | 新函館北斗站 | 大沼公園站 | 森站 | 八雲站 | 長万部站 | 洞爺站 | 伊達紋別站 | 東室蘭站 | 登別站 | 白老站 | 苫小牧站 | 南千歲站 | 新札幌站 | 札幌站 |
| -------- | ------------ | ------ | -------- | ------------ | ---------- | ---- | ------ | -------- | ------ | ---------- | -------- | ------ | ------ | -------- | -------- | -------- | ------ |
| 上行     | 2号          | ●      | ●        | ●            | ●          | ●    | ●      | ●        | －     | ●          | ●        | －     | －     | ●        | ●        | ●        | ●      |
| 上行     | 4号          | ●      | ●        | ●            | ●          | ●    | ●      | ●        | ●      | ●          | ●        | ●      | －     | ●        | ●        | ●        | ●      |
| 上行     | 18、20、22號 | ●      | ●        | ●            | －         | ●    | ●      | ●        | ●      | ●          | ●        | ●      | ●      | ●        | ●        | ●        | ●      |
| 上行     | 其他         | ●      | ●        | ●            | ●          | ●    | ●      | ●        | ●      | ●          | ●        | ●      | ●      | ●        | ●        | ●        | ●      |
| 下行     | 1、3號       | ●      | ●        | ●            | －         | ●    | ●      | ●        | ●      | ●          | ●        | ●      | ●      | ●        | ●        | ●        | ●      |
| 下行     | 19號         | ●      | ●        | ●            | －         | ●    | ●      | ●        | ●      | ●          | ●        | ●      | ●      | ●        | ●        | ●        | ●      |
| 下行     | 21號         | ●      | ●        | ●            | －         | ●    | ●      | ●        | ●      | ●          | ●        | ●      | －     | ●        | ●        | ●        | ●      |
| 下行     | 其他         | ●      | ●        | ●            | ●          | ●    | ●      | ●        | ●      | ●          | ●        | ●      | ●      | ●        | ●        | ●        | ●      |
| 停靠班次 | 上行         | 11     | 11       | 11           | 8          | 11   | 11     | 11       | 10     | 11         | 11       | 10     | 9      | 11       | 11       | 11       | 11     |
| 停靠班次 | 下行         | 11     | 11       | 11           | 7          | 11   | 11     | 11       | 11     | 11         | 11       | 11     | 10     | 11       | 11       | 11       | 11     |

### 车内销售
現時所有车内销售服務已經在2019年2月28日结束。
曾是JR北海道在既有线特急列车中唯一提供车内销售的列车，但由於銷售額持續減少及人手不足，车内销售服務不斷縮減。
原本在所有定期班次提供车内销售服務，隨著服務縮減，2019年2月车内销售服務結束之時，僅剩下上行6、8、10号和下行13、15、17号列車提供车内销售服務。临时列车有时不实施。
以前曾在上行12、14、16号和下行7、9、11号列车，在绿色车厢外的走廊提供的短区间待机销售方式，替代客舱乘务员在车内巡回销售。上行于札幌→苫小牧间、下行于函馆→森间进行，但後來因爲需求低已取消。

### 使用车辆及编组
超级北斗号使用及261系柴聯車（1000番台）担当。车辆采用固定编组，按右表所示使用。全列车均为禁烟车厢（不设吸烟室）。
此外，開行临时列车時，或者定期班次需作臨時車務調動之時，有时281系或261系会使用183系替代行駛。
- 超级北斗号
  - 281系柴聯車（配属函馆运输所）
每日开行往返5对（1号、2号、5号、7号、10号、14－16号、21号、24号）。基本编组为7节车厢，客流高峰期最多可增至9节车厢，无论任何情况下，靠近札幌方向的2节车厢均为自由席。
  - 261系柴聯車（配属函馆运输所）
1000番台每日开行往返7对（3号、4号、6号、8号、9号、11－13号、17－20号、22号、23号）。基本编组为7节车厢，客流高峰期最多可增至10节车厢。[記事 4]

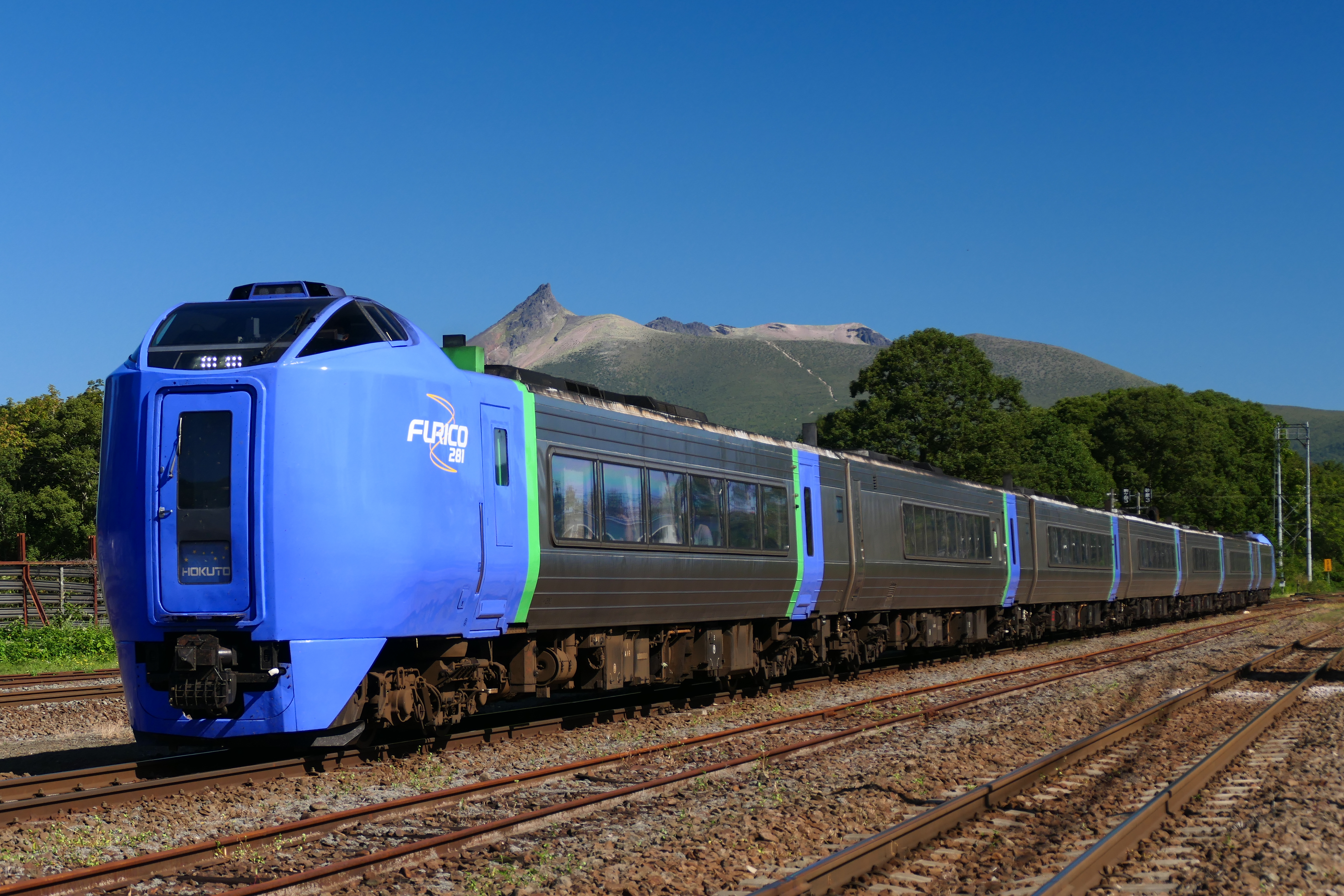
281系“超级北斗号”（2022年9月）
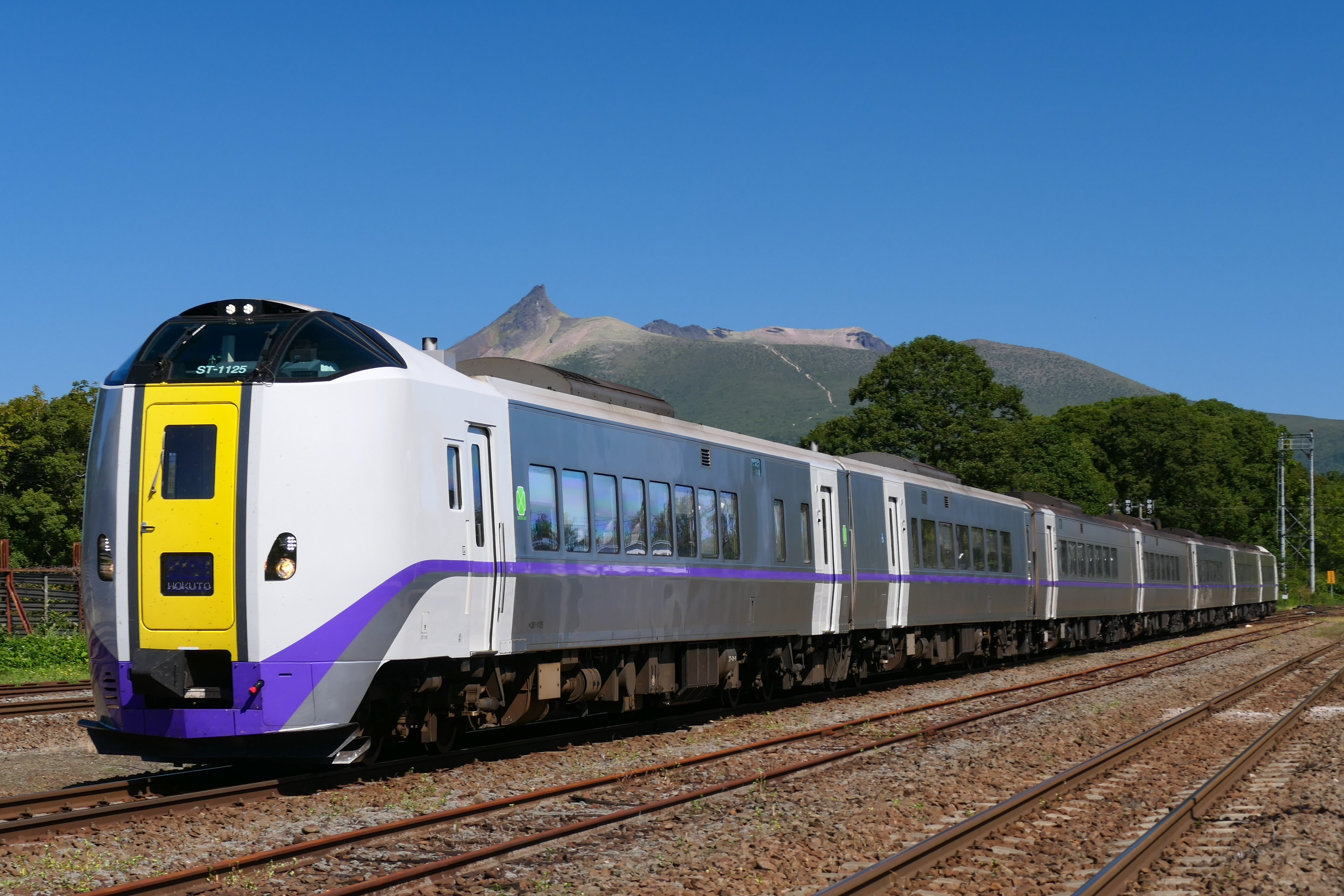
261系“超级北斗号”（2022年9月）

#### 曾用车辆
- 283系柴聯車（配属札幌运输所）
从1998年4月11日至2013年10月31日，每日担当“超级北斗号”往返2对。基本编组为与281系相同的7节车厢，绿色车厢指定席、普通车指定席、普通车自由席的配置和轮椅对应座位的布局也是相同的。此外，283系有时会作为増节车辆附挂至由281系担当的列车（反之亦然）。[記事 5]
即便在撤出图定列车的运用后，仍可通过临时列车[記事 6]和其他形式的替代列车进行运用。[記事 7][記事 8]

- 183系柴聯車（配属函馆运输所）
每日担当“北斗号”往返3对（3号、8号、12号、13号、17号、22号）。由于2013年曾发生发动机火灾事故，为了提高可靠性，一部分车辆的发动机被替换为与261系柴聯車（1000番台）相同的N-DMF13HZK型（460ps/2100rpm），其中7550、8550和9550号车还将变速变更为使用N-DW16A型，从而使整体编组的发动机输出功率下降，无法执行130km/h的运用。为此，其速度类别从“A25”调整为“A3”，较N183系担当的“北斗号”的“A10”更低。[9]在运用末期，3号车被指定为绿色车厢、靠近札幌方向的2节车厢为普通车自由席，在客流高峰期或团体使用时最多可增至10节车厢。
有一段时间，客舱会附挂铺有榻榻米的“和室车厢”。在此情况下，发售指定票时的列车名就变成了“北斗和室（2人）”和“北斗和室（4人）”。

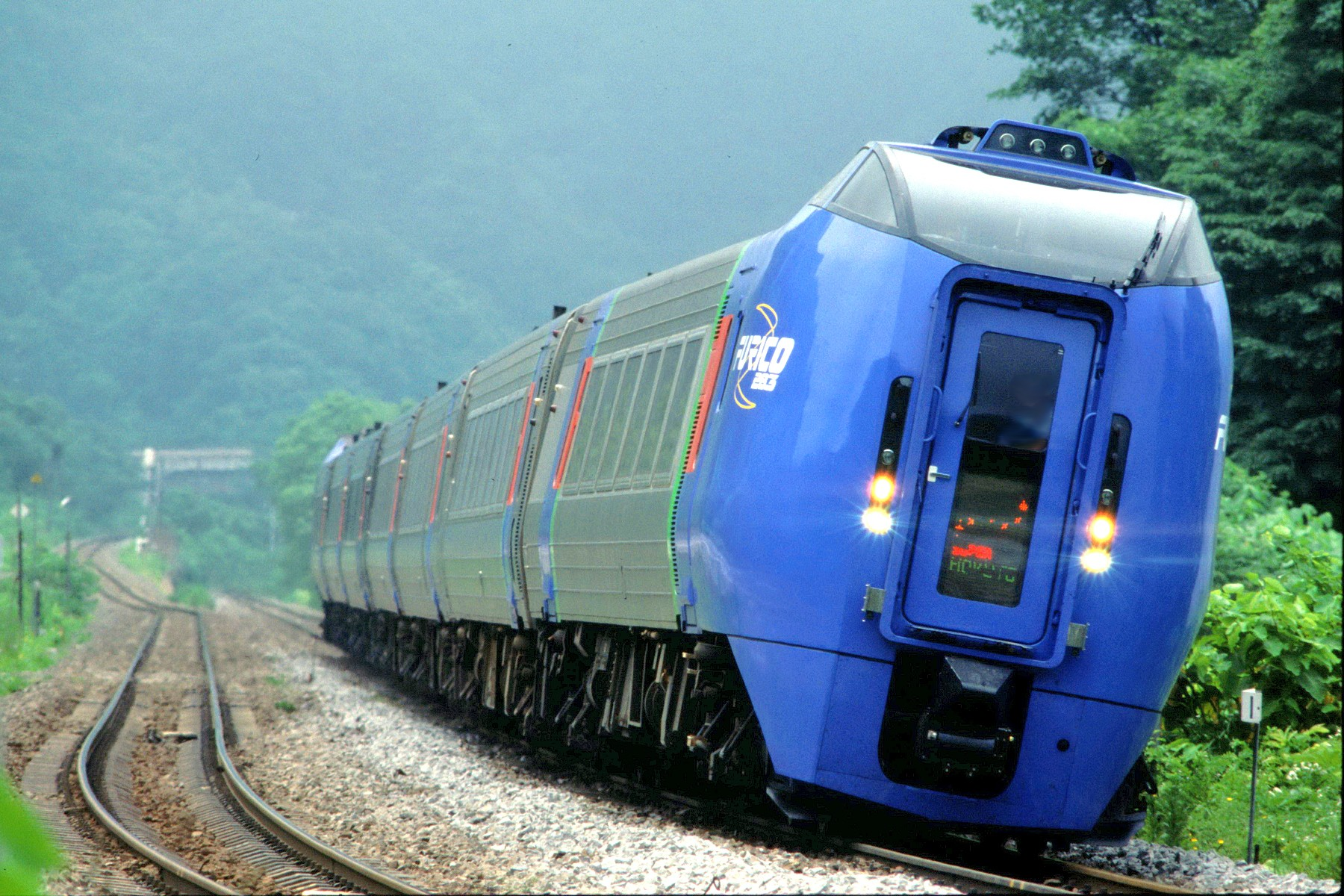
283系超级北斗号 （七飯站－大沼站间）
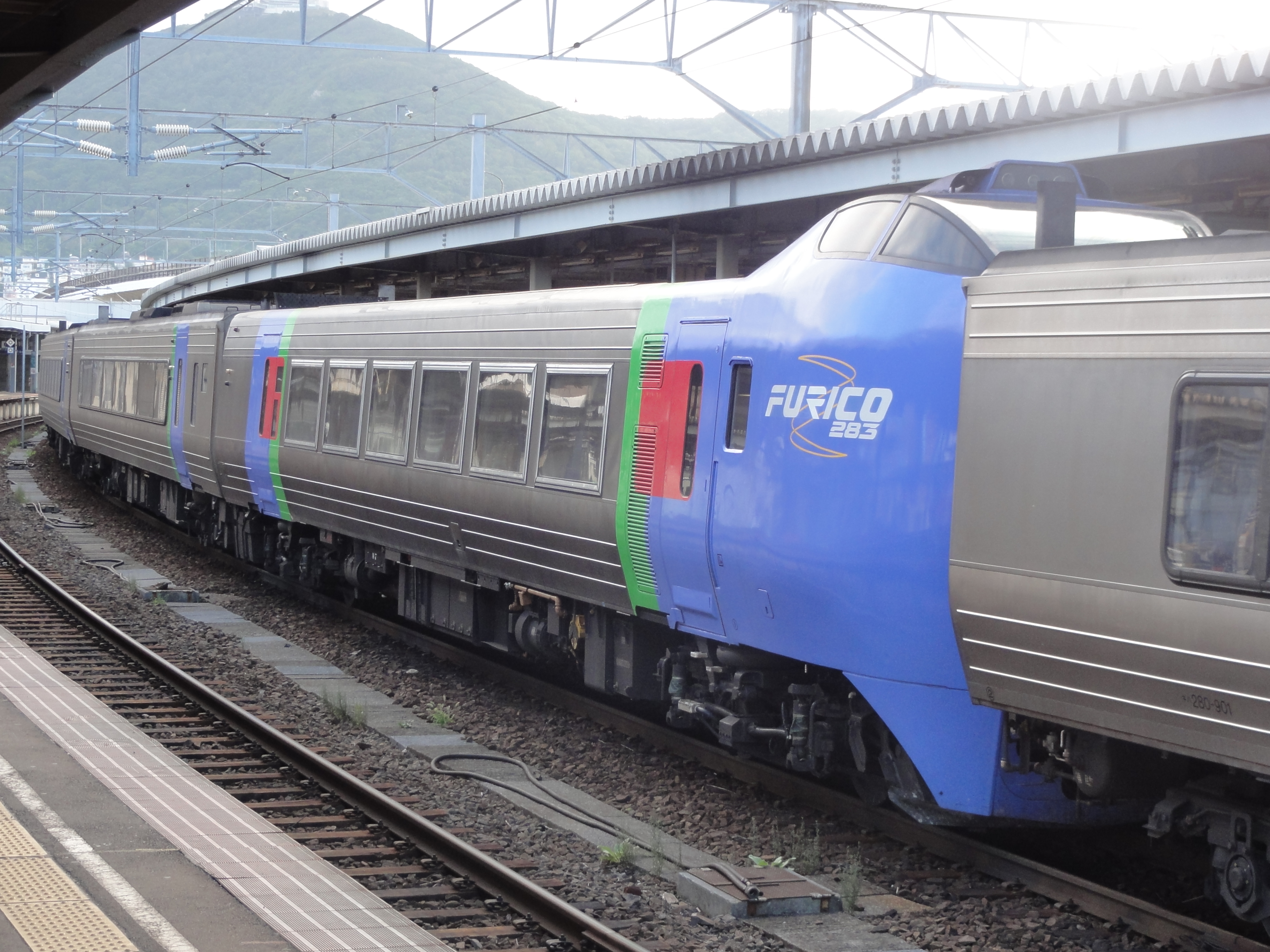
附挂至281系的283系 （函館本線 函館站）

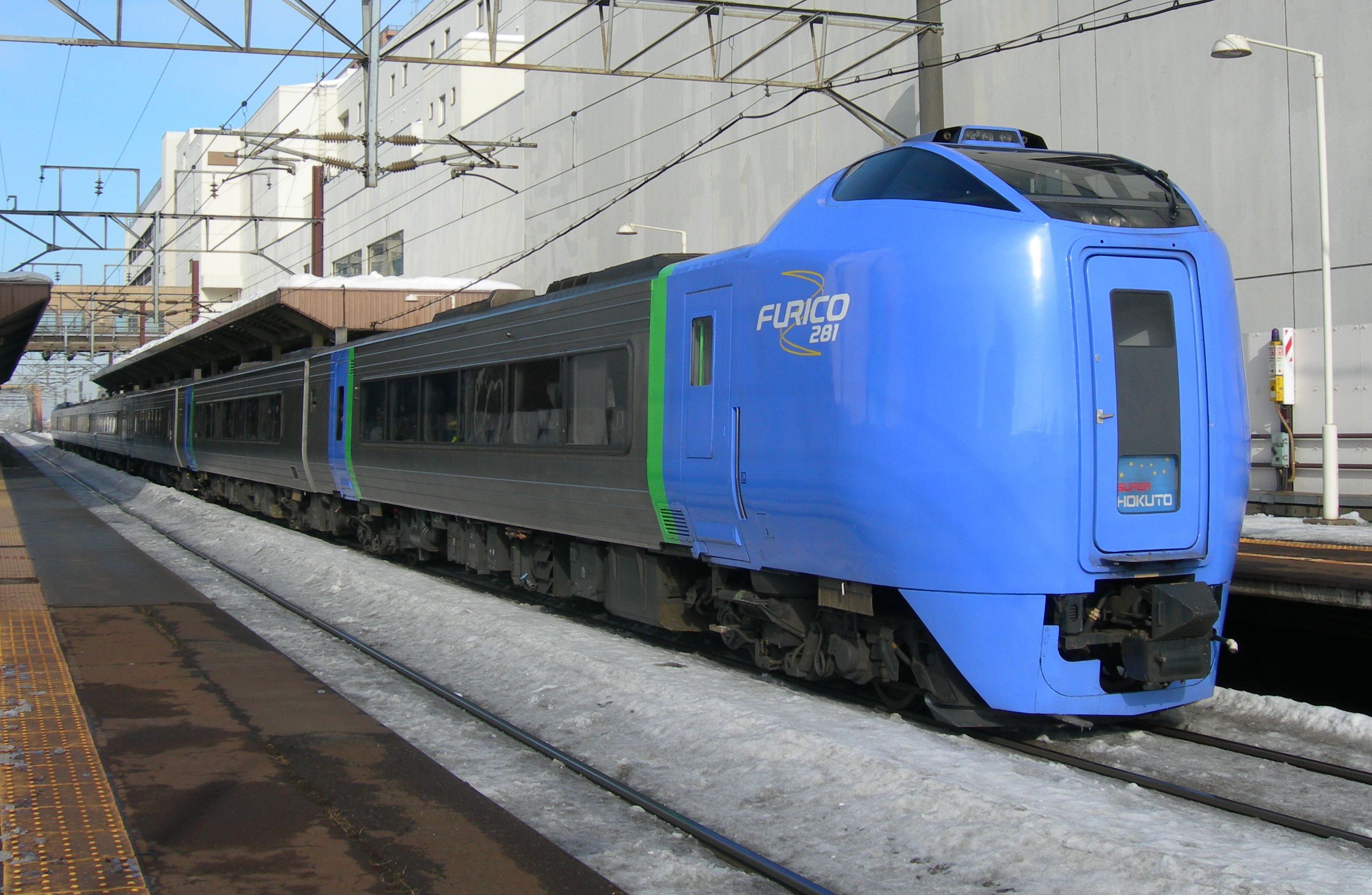
281系超级北斗号 （2008年于新札幌站）
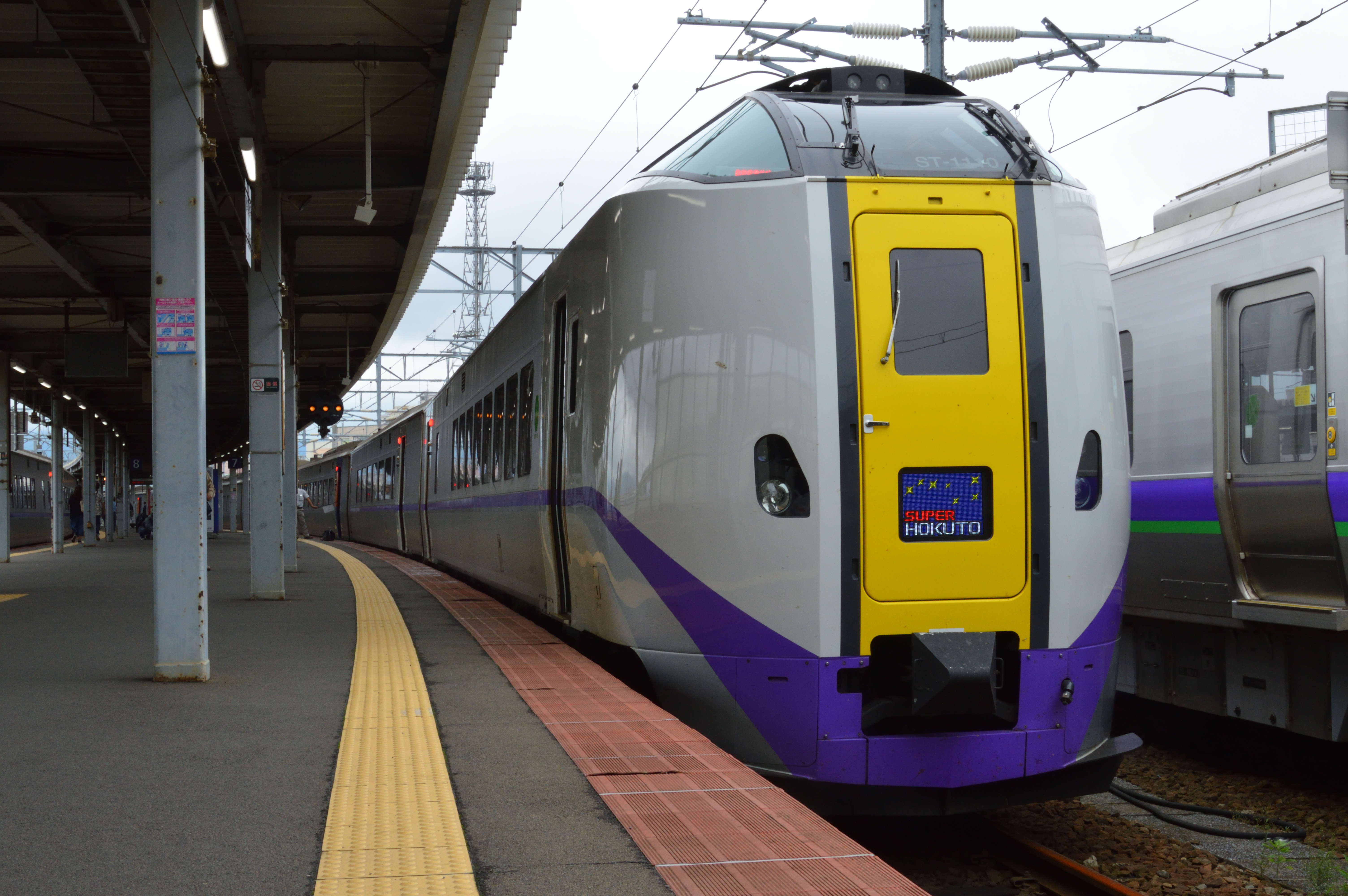
261系超级北斗号 （2017年于函館站）
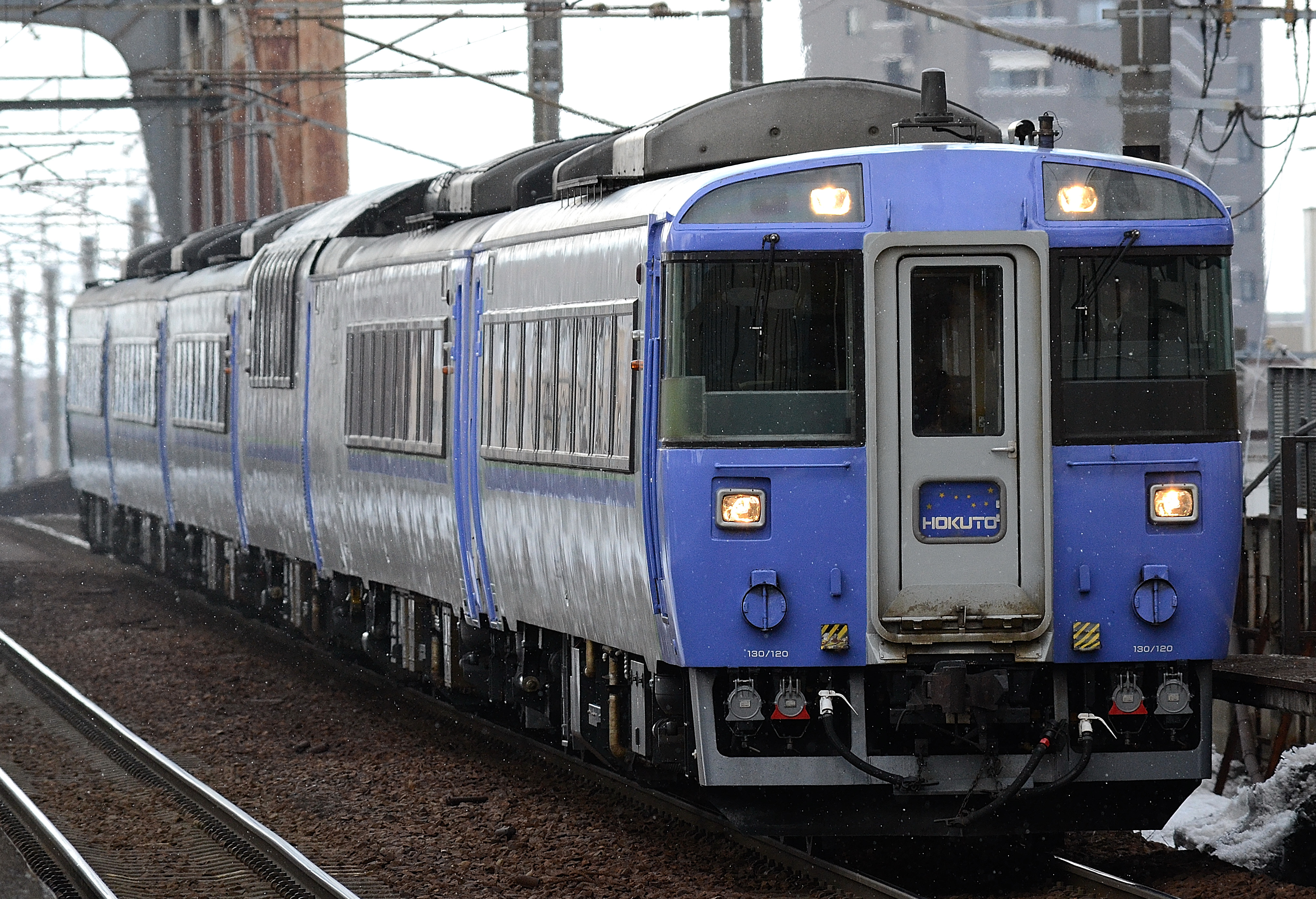
运用于北斗号的183系130km/h对应车
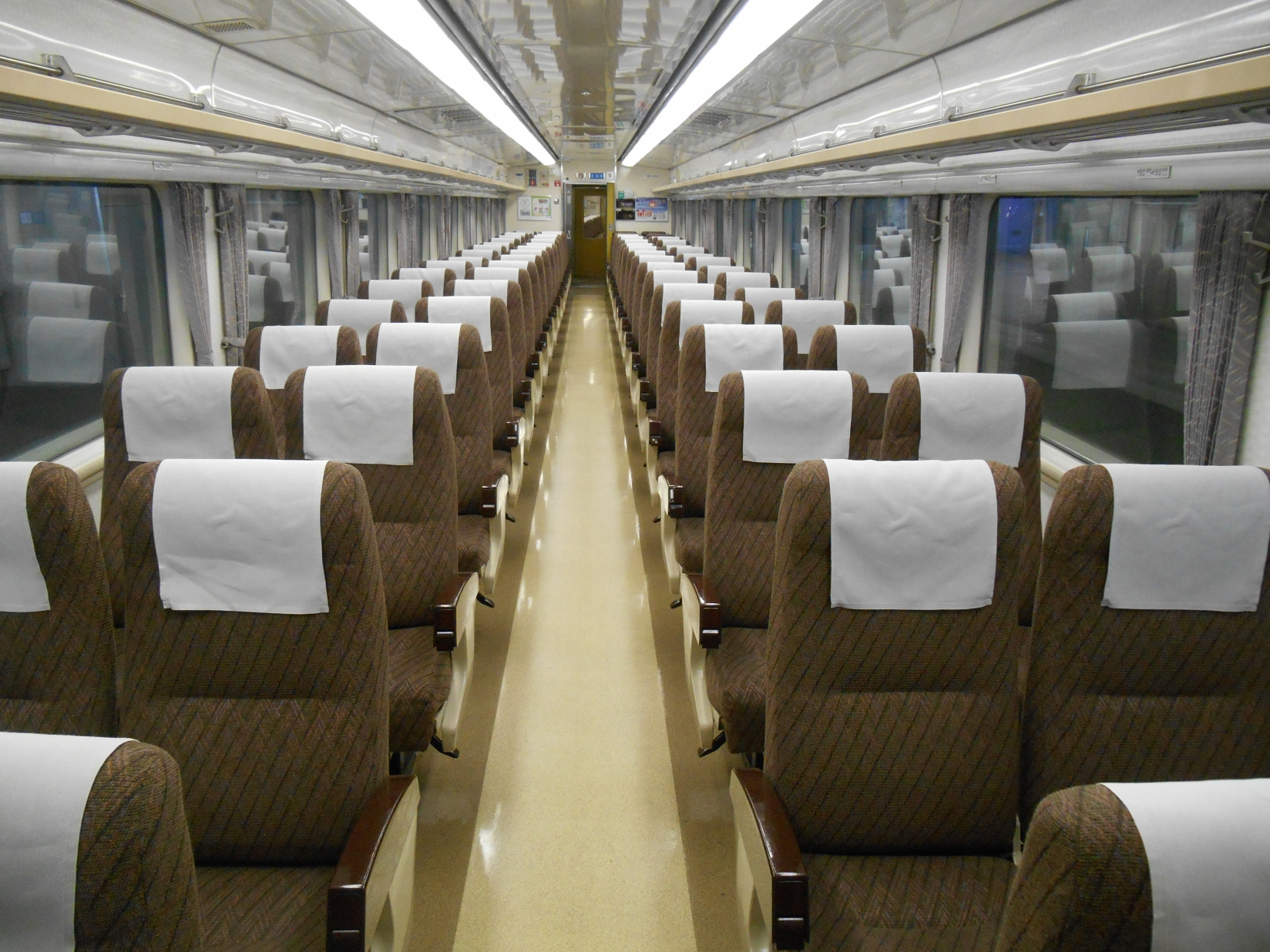
已退出北斗號列車運用的Kiha183系內裝
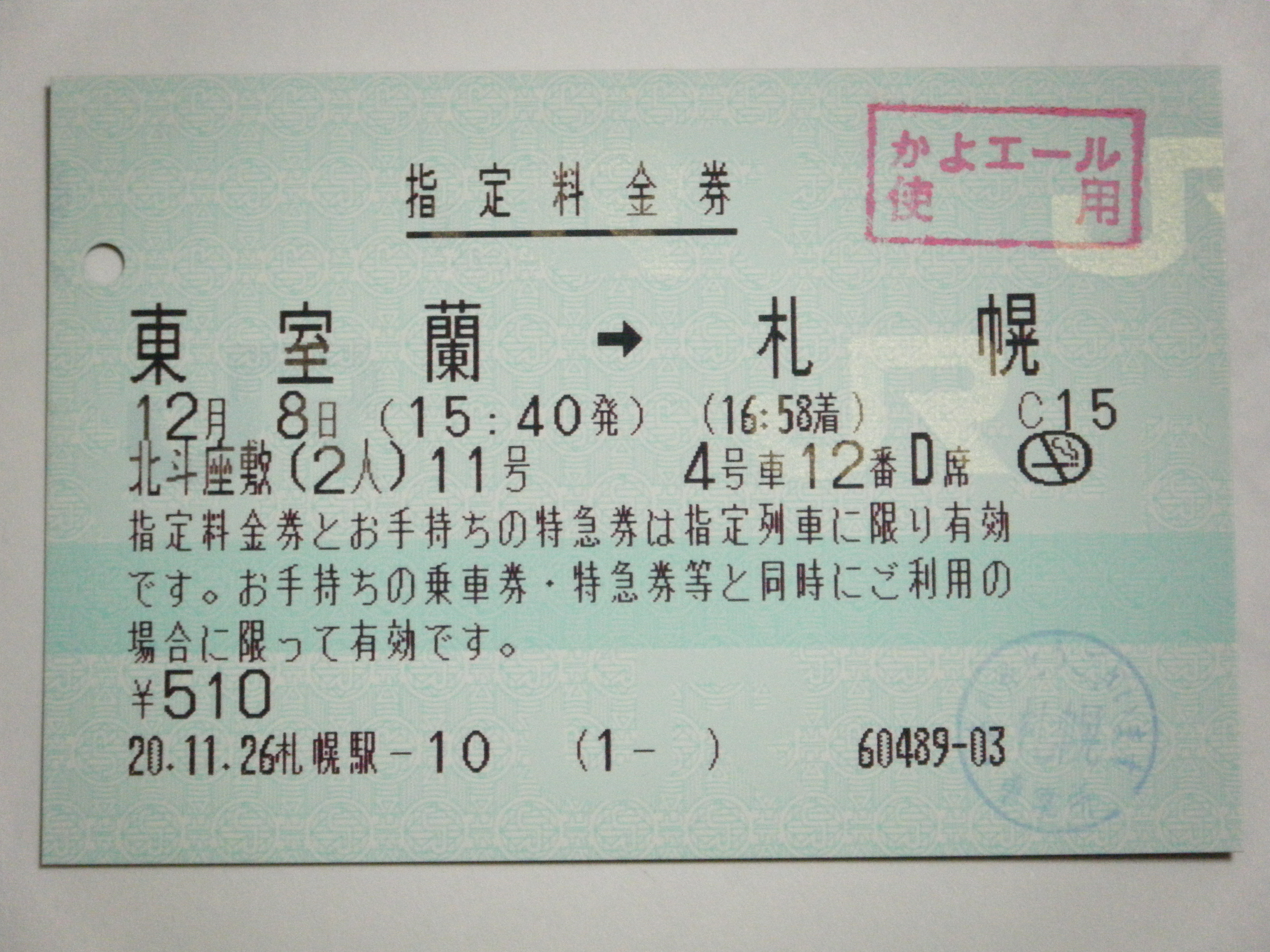
和室车厢附挂时的车票

## 临时列车
由于在客流高峰期基本上是通过增加图定列车的附挂数量来应对旅客的增长需求，因此临时列车、包括团体列车几乎很少开行。在2013年7月13日至2014年7月31日的图定列车停运期间，以及2014年的黄金周、盂蘭盆節假期和白银周期间，作为图定列车减班的对应措施，曾分别开行了“北斗号”临时特急。此后，图定列车按规定恢复运营，并在北海道新干线开通后增加至往返12对，但以繁忙期为中心开行的临时列车则设定为最多往返2对。
临时列车的车辆可由183系、283系和261系（1000番台）当中的任意一辆执行担当，其中除261系（1000番台）外，绿色车厢不会进行附挂。此外，183系还可作为欢乐列车担当北彩虹快车的部分编组。
临时列车的停站与图定列车基本相同，但上行车次经由砂原支线运行，不会在大沼公园站办客。
车次编号在2016年3月25日及之前采用9000D+号数，自同年3月26日起，84号为8032D次，91号为8031D次，86号为8036D次，95号为8033D次。

### 道南樱花快车
道南樱花快车（道南さくらエクスプレス）是自2011年起，于春季大型连休假期间主要以临时特急的形式在函馆站－札幌站之间开行。车辆使用最高速度可达130km/h的北彩虹快车运营。此外，往函馆方向在森站－大沼站间是经由砂原支线运行。道南樱花快车的停车站与北斗号及超级北斗号几乎完全相同，并组成需待避超级北斗6号、13号的行车时刻表。
停车站
函館站 - 五稜郭站 - （大沼公園站） - （森站） - 長万部站 - 東室蘭站 - 苫小牧站 - 南千歳站 - 新札幌站 - 札幌站
- （ ）仅往札幌方向停靠。
- 2011年，从札幌出发的列车会在函馆站－木古內站间作延长运营。
- 2012年，停车站有若干变化，部分列车会在札幌站－旭川站间作延长运营。札幌站－旭川站间的停车站与“超級神威號”相同，并组成需待避超级神威4号、39号的行车时刻表。

### 北海道DC号
北海道DC号是在2012年举办的地方旅遊活動（Destination Campaign，简称为DC）结束之际，在函馆站－札幌站之间开行的临时急行列车。从札幌开往函馆的班次是9月28日作为夜间列车、从函馆开往札幌的班次9月30日作为日间列车运营。
使用车辆由配属札幌运输所的三节14系客车（座席车）和两节24系客車（卧铺车）共计五辆组成，全列均为指定席。牵引本务则由配属函馆运输所的DD51型柴油機車担当。
此外，前往札幌的列车需要在禮文站待避超级北斗13号。
停車站
函館站 - （森站） - （八雲站） - 長万部站 - （洞爺站） - （伊達紋別站） - 東室蘭站 - （登別站） - 苫小牧站 - 南千歳站 - 新札幌站 - 札幌站
- （ ）仅往札幌方向停靠。

### 夜间临时班
2014年12月14日，由于在札幌巨蛋举行的音乐会与为北海道新干线开业而准备的急行列车“玫瑰號”的停运日重叠，为了运送观众，在札幌－函馆间开行了名为“北斗88号”的临时特急。
停車站
札幌站 - 新札幌站 - 千歳站 - 南千歳站 - 苫小牧站 - 登別站 - 東室蘭站 - 伊達紋別站 - 長万部站 - 函館站
途中需在长万部站停车2小时。此外，在渡岛大野站（今新函馆北斗站）也需临时停车。
使用车辆
183系北彩虹快车（指定席3辆、自由席2辆、全列禁烟）

### 大沼号临时特急
2015年2月5日－28日，从函馆站至大沼公园站每日开行往返1对。全列均为自由席，使用183系柴聯車运营。

## 脚注

### 发布资料
1. 1 2   (PDF). 北海道旅客鉄道. 2017-12-15  [2017-12-15]. （原始内容存档 (PDF)于2017-12-15）.
2. ↑   (PDF) (新闻稿). 北海道旅客鉄道. 2013-07-11  [2013-08-20]. （原始内容存档 (PDF)于2013-08-20）.
3. ↑   (PDF) (新闻稿). 北海道旅客鉄道. 2013-07-24  [2013-08-10]. （原始内容存档 (PDF)于2013-08-10）.
4. ↑   (PDF) (新闻稿). 北海道旅客鉄道. 2013-07-31  [2013-08-05]. （原始内容存档 (PDF)于2013-08-05）.
5. ↑   (PDF) (新闻稿). 北海道旅客鉄道. 2013-08-06  [2013-09-02]. （原始内容存档 (PDF)于2013-09-02）.
6. ↑   (PDF) (新闻稿). 北海道旅客鉄道. 2013-08-28  [2013-09-21]. （原始内容存档 (PDF)于2013-09-21）.
7. ↑   (PDF) (新闻稿). 北海道旅客鉄道. 2011-01-21  [2011-01-24]. （原始内容存档 (PDF)于2011-01-24）.
8. ↑   (PDF) (新闻稿). 北海道旅客鉄道. 2012-01-20  [2012-01-31]. （原始内容存档 (PDF)于2012-01-31）.

### 新闻报道
1. 1 2  丹野功一. . 鉄道ファン (交友社). railf.jp（鉄道ニュース）. 2016-07-05  [2016-07-06]. （原始内容存档于2016-07-06）.
2. ↑  . 鉄道ファン (交友社). railf.jp（鉄道ニュース）. 2016-09-27  [2016-10-20]. （原始内容存档于2016-10-20）.
3. ↑  宮崎龍. . 鉄道ファン (交友社). railf.jp（鉄道ニュース）. 2016-05-12  [2016-05-12]. （原始内容存档于2016-05-12）.
4. ↑  佐々木保彰. . 鉄道ファン (交友社). railf.jp（鉄道ニュース）. 2016-03-27  [2016-03-27]. （原始内容存档于2016-03-27）.
5. ↑  伊藤健一. . 鉄道ファン (交友社). railf.jp（鉄道ニュース）. 2013-08-10  [2013-09-16]. （原始内容存档于2013-09-16）.
6. 1 2 3  上田雄介. . 鉄道ファン (交友社). railf.jp（鉄道ニュース）. 2016-03-29  [2016-03-29]. （原始内容存档于2016-03-29）.
7. ↑  針木智幸. . 鉄道ファン (交友社). railf.jp（鉄道ニュース）. 2014-02-09  [2014-02-26]. （原始内容存档于2014-02-26）.
8. ↑  熊谷剣太. . 鉄道ファン (交友社). railf.jp（鉄道ニュース）. 2014-12-24  [2014-12-24]. （原始内容存档于2014-12-24）.
9. ↑  宮崎龍. . 鉄道ファン (交友社). railf.jp（鉄道ニュース）. 2015-05-03  [2015-05-06]. （原始内容存档于2015-05-06）.
10. ↑  佐々木裕治. . 鉄道ファン (交友社). railf.jp（鉄道ニュース）. 2015-08-17  [2015-08-19]. （原始内容存档于2015-08-19）.

### 書籍
- 石野哲（編集長）. . JTBパブリッシング. 1998-09-19. ISBN 978-4-533-02980-6. ISBN 4-533-02980-9.
- 矢野直美（著）. . 北海道新聞社. 2001-08. ISBN 978-4-89453-161-1. ISBN 4-89453-161-5.
- 田中和夫（監修）. . 上巻 国鉄・JR線. 北海道新聞社（編集）. 2002-07-15: 4–123. ISBN 978-4-89453-220-5. ISBN 4-89453-220-4.
- 今尾恵介（監修）. . 新潮「旅」ムック 1号・北海道. 新潮社. 2008-05-17. ISBN 978-4-10-790019-7. ISBN 4-10-790019-3.
- 今尾恵介・原武史（監修）. 日本鉄道旅行地図帳編集部（編集） , 编. . 新潮「旅」ムック 1号・北海道. 新潮社. 2010-05-18. ISBN 978-4-10-790035-7. ISBN 4-10-790035-5.
- 鼠入昌史・松原一己（著）. . 双葉社. 2015-08-23: 4–19. ISBN 978-4-575-30931-7. ISBN 4-575-30931-1.

### 雑誌
- 鉄道ジャーナル社（編集・発行）.  21 (第1号（通巻241号）). 成美堂出版: 8・48頁. 1987-01-01. ISSN 0288-2337.
- 鉄道ジャーナル社（編集・発行）.  33 (第2号（通巻388号）). 成美堂出版: 92. 1999-02-01. ISSN 0288-2337.
- . 交通新聞社. 1994-03.
- . 交通新聞社. 2016-03-19.
- . JTB. 1994-03.

## 外部連結
- 特急「北斗」（页面存档备份，存于）（JR北海道）（日語）
- (PDF). 北海道旅客鉄道.   [2017-01-04]. （原始内容存档 (PDF)于2017-03-03） （日语）.
- (PDF). 北海道旅客鉄道.   [2017-12-15]. （原始内容存档 (PDF)于2017-12-15） （日语）.